# 코델 (영화)
《코델》(영어: Maniac Cop 2) 혹은 매니악 캅 2: 코델은 미국에서 제작된 윌리엄 러스티그 감독의 1990년 슬래셔 영화이다. 《매니악 캅: 엽살경찰》(1988)의 속편이다. 로버트 다비 등이 출연하였고, 래리 코언 등이 제작에 참여하였다.
《매니악 캅 3: 죽음의 뱃지》(1992)로 이어진다.

## 줄거리
전편에서 몸에 파이프가 박힌 채 강물에 떨어졌던 언데드 미치광이 경찰 매슈 코델은 폐차 처리가 된 순찰차를 구해 다시 뉴욕시를 돌아다니며 살해를 계속한다. 코델은 강도가 든 편의점에 들러 직원을 죽이고, 강도는 경찰의 총알 세례를 받아 죽는다. 
코델의 적 잭과 테리사는 에드 도일 차장의 지시로 수전 라일리의 감독 하에 정신 감정을 받고 다시 경찰직으로 돌아온다. 그러나 코델이 죽었다고 믿고 긴장을 늦춘 잭은 신문 가판대에서 칼에 찔려 죽는다. 용의자가 된 테리사는 형사 숀 매키니와 만난다. 이후 한 시민의 차를 견인해가려던 교통 순경을 코델이 죽여서 "견인"해가고, 매키니는 코델이 되살아왔음을 직감한다. 
테리사와 수전이 탄 택시의 운전사를 순찰차에 탄 코델이 죽이자 테리사는 추격 끝에 체인 톱을 들고 코델에게 덤벼보지만 제압을 당하고 목이 꺾여 죽는다. 코델은 수전에게 수갑을 채우고 운전대에 연결한 뒤 도로로 돌려보낸다. 수전은 차가 뒤집어지는 사고를 겪지만 살아남는다. 수사 당국은 코델에게 누명을 씌웠던 파이크 청장의 명예를 지키기 위해 코델의 연속 살인을 대중에 알리는 걸 꺼린다. 진실을 알릴 최후의 수단으로 수전은 토크쇼에 나간다.
스트리퍼 셰릴이 이국적인 무용수들을 죽여온 스티븐 터켈에게 자택에서 살해되려는 순간 코델이 등장하고 뒤이어 셰릴이 부른 경찰들이 도착하는데, 코델은 경찰들을 죽여 스티븐이 위기를 모면케 한다. 스티븐은 코델을 자신의 은신처로 데려간다. 스티븐은 다시 스트립 클럽에 갔다가 셰릴이 알아봐 수전과 매키니에게 붙잡혀 유치장에 갇힌다. 하지만 코델이 침입해 경찰 19명을 살해하고 다른 용의자들과 함께 스티븐을 풀어준다. 코델, 터켈, 새로운 동료 조지프 블럼은 수전을 인질로 삼아 교도소 버스를 탈취해 싱싱 교도소로 향한다. 터켈은 코델이 싱싱 죄수들을 전부 해방시켜 범죄자들로 구성된 군을 만들 생각이라고 믿고 있다. 
추적 도중 매키니에게 설득된 도일은 싱싱에 도착하여 교도소내 방송으로 재수사를 통해 코델의 오명을 벗겨줄 것이며 명예롭게 장례를 치러주겠다고 선언한다. 이를 들은 코델은 터켈, 블럼, 수전을 버리고 교도소의 더 깊은 곳으로 들어갔다가 자신을 죽였던 세 재소자들의 화염병에 당한다. 불타오르는 코델이 셋을 살해한 뒤 코델에게 이용당했다는 걸 깨달은 터켈이 코델을 칼로 찌르며 급습한다. 둘은 싸움 중에 벽을 뚫고 함께 버스 위로 떨어지고, 곧 버스가 폭발한다. 
약속대로 코델의 장례가 명예롭게 치러진다. 코델의 관을 묻을 때 매키니는 코델의 경찰 배지를 관 위에 떨어뜨리면서 코델 같은 미치광이 경찰 정신이 필요하다고 말한다. 사람들이 떠난 후 코델의 손이 관뚜껑을 부수며 올라와 경찰 배지를 움켜쥔다.  

## 출연
- 로버트 다비 - 숀 매키니 경위 역
- 클로디아 크리스천 - 수전 라일리 경관 역
- 로버트 즈다 - 매슈 "맷" 코델 경관 / 미치광이 경찰 역
- 마이클 러너 - 에드워드 "에드" 도일 차장 역
- 브루스 캠벨 - 잭 W. 포러스트 주니어 경관 역
- 로린 랜던 - 테리사 맬러리 경관 역
- 클래런스 윌리엄스 3세 - 조 블럼 역
- 리오 로시 - 스티븐 터켈 역
- 폴라 트리키 - 셰릴 역
- 찰스 네이피어 - 루 브레이디 역
- 로버트 얼 존스 - 해리 버그먼 역
- 대니 트레이호 - 죄수 역
- 샘 레이미 - 텔레비전 기자 역

## 기타 제작진
- 미술: 찰스 M. 러골라, 진 에이블